# فتح‌الله گولن
محمد فتح‌الله گولن (۲۷ آوریل ۱۹۴۱ – ۲۰ اکتبر ۲۰۲۴) سخنران، نویسنده، مدرس علوم اخلاقی و الهیات اهل ترکیه و پایه‌گذار جنبش گولن بود که در تبعیدی خودخواسته در پنسیلوانیای آمریکا زندگی می‌کرد. او در ۸۳ سالگی در همانجا درگذشت.
گولن در طول عمر خود مشغول تدریس نسخه‌ای پیشرفته از اسلام با عنوان تصوف میانه‌رو آناتولیایی، مبتنی بر آموزه‌های سعید نورسی بود. در تفکر گولن اعتقاد به مدارا و تسامح تبلیغ می‌شد. اما به صراحت شیعیان را افرادی ریاکار، منحرف و تفرقه‌انداز در دنیای اسلام و آلت دست یهودیان می‌دانست. هرگونه تروریسم شدیداً محکوم بود. او معتقد به گفتگوی بین ادیان الهی و پیروان کتاب‌های آسمانی بود. خود او برای چنین گفتمان‌هایی با واتیکان و برخی مراکز مذهبی یهودی بارها پیشقدم شد. در عین حال نسبت به شیعیان نگاهی به شدت منفی داشت و موضع گیری‌های سختگیرانه‌ای دربارهٔ ایران از خود نشان می‌داد. گولن در فضای فکری ترکیه گولن به عنوان شخصی محافظه‌کار و میانه‌رو و در عین حال مذهبی محسوب می‌شد. او از ایده حجاب برای زنان حمایت می‌کرد و شاگردان و پیروان خانم او غالباً روسری به سر می‌کنند.

## جنبش گولن
جنبش گولن با همکاری افراد بسیار زیادی از مسلمانان جهام (عمدتاً ترکیه‌ای) اداره می‌شود. گمانه‌زنی در مورد تعداد افراد حاضر در این بنیاد متفاوت است. اما چند صد هزار تا ۴ میلیون نفر به عنوان همکاران این جنبش برآورد می‌شوند. جنبش گولن شامل مدارس، دانشگاه‌ها، موسسه‌های حرفه‌ای، کاری و حتی ایستگاه‌های رادیویی و تلویزیونی است.
در نگاه جهانی، جنبش گولن بیشتر در امر آموزش فعال است. در سال ۲۰۰۹، مجله نیوزویک گزارش داد که افراد جنبش، مدارس بسیاری را در نقاط مختلف جهان اداره می‌کنند که بیش از دو میلیون دانش آموز را تربیت کرده که بسیاری از آنها از بورس کامل تحصیلی از سوی بنیاد گولن برخوردار بودند. تعداد مدارس گولن در داخل ترکیه ۳۰۰ و در پنج قاره بیش از ۱۰۰۰ مدرسه تخمین زده می‌شود که به صورت پوسته با فتح‌الله گولن در ارتباط بودند. همه مدارس گولن در همه جای جهان آموزش به زبان انگلیسی دارند. کیفیت آموزشی بالای این مدارس موجب شده نه تنها ترک تبارها و مسلمانان بلکه افراد بومی کشورها و پیروان ادیان مختلف اعم از مسیحی (یا حتی افراد بی اعتقاد به خدا) نیز در این مدارس ثبت کنند.
فتح‌الله گولن رابطه خوبی با جامعه جهانی، غرب و دنیای پیشرفته داشت که یکی از عوامل مهم در شکل‌گیری تفکر میانه‌روی او و راه‌اندازی مراکز آموزشی این چنین شد.

## دیدگاه درباره شیعیان و ایرانی‌ها
وی در یک سخنرانی گفت: «اگر هفت عالم یکجا جمع شوند، هرگز به ایران نخواهم رفت. در آخرت اگر راه بهشت از ایران بگذرد، من می‌پرسم آیا راه دیگری از کنار آن هست؟ اینقدر از این ریاکاران بیزارم! ممکن است این نفرت زیاده روی به نظر بیاید! البته در مسائل مختلف باید تعادل داشت. اما این طبیعت من است. من از دیرباز به این رافضی‌ها به چشم افرادی ریاکار، منحرف و تفرقه انداز در دنیای اسلام و آلت دست یهودیان نگاه می‌کنم. کسی نمی‌تواند آن‌ها را برای من توجیه کند».

## درخواست استرداد از آمریکا
فتح‌الله گولن تا زمان کودتا علیه دولت در ژوئیه ۲۰۱۶ از پشتیبانان فکری رجب طیب اردوغان، رئیس‌جمهور ترکیه بود اما بعد از منتقدان او شد.
برخی از منابع دولتی ترکیه به نقل از رجب طیب اردوغان گفتند که کودتای ۲۰۱۶ ترکیه توسط نیروهای طرفدار فتح‌الله گولن انجام گرفته‌است. در پی این کودتا رجب طیب اردوغان و وزیر امور خارجه ترکیه اعلام کردند که آمریکا باید فتح‌الله گولن را به ما تحویل دهد و هر کشوری که او را تحویل ندهد، دشمن ما محسوب می‌شود. به گزارش یکی از خبرگزاری‌های داخلی ایران، دولت آمریکا در پی این درخواست از دولت ترکیه تقاضاء کرد که مستندات خود را ارائه کند. اما به گزارش سی‌ان‌ان، جان کری وزیر امور وقت خارجه آمریکا، در واکنش به آن گفت: «هنوز هیچ درخواست رسمی از طرف دولت ترکیه برای استرداد گولن دریافت نشده است».
فتح‌الله گولن در مورد درخواست استردادش اظهار داشت که از حکم استرداد صادره از سوی دولت آمریکا پیروی می‌کنم. اما کودتای ترکیه را رجب طیب اردوغان به راه انداخته است. او در گفتگو با خبرنگار سی‌ان‌ان، دخالت خود در این کودتا را رد کرد.